# Ali Gallo
Ali Gallo (Los Angeles, 16 september 1998) is een Amerikaanse actrice. Ze speelde onder andere in de Netflix-film Incoming en de komische horrorfilm Unhuman.

## Biografie
Gallo werd geboren in Los Angeles. Haar moeder is Italiaans waardoor ze van gemixte etniciteit is. Ze maakte in 2015 op negentienjarige leeftijd haar acteerdebuut in de korte film Laugh Along the Way. Hetzelfde jaar had Gallo ook een rol in de horror televisieserie Virtual Morality. Hierna ging ze zich op haar opleiding aan de University of Southern California focussen. In 2018 studeerde Gallo af als Bachelor in Fine Arts. Gallo speelde dat jaar in de korte film The Carpool, gevolgd door rollen in Bunk'd, Before I Go, The Sex Lives of College Girls en Computer Love. In 2022 vertolkte Gallo de rol van Tamra in de komedie horrorfilm Unhuman. Twee jaar later speelde Gallo Alyssa Nielsen, de zus van hoofdrolspeler Benj Nielsen, in de komediefilm Incoming. Daarnaast werd Gallo in 2024 gecast in de televisieserie Forever, een bewerking van de roman geschreven door Judy Blume.

## Filmografie

### Films
| Jaar | Titel               | Rol                            |
| ---- | ------------------- | ------------------------------ |
| 2015 | Laugh Along the Way | Cheerleader                    |
| 2018 | The Carpool         | Mary                           |
| 2021 | Before I Go         | Samantha & Harrison zingdubbel |
| 2022 | Computer Love       | Quinn                          |
| 2022 | Unhuman             | Tamra                          |
| 2024 | Incoming            | Alyssa Nielsen                 |

### Televisie
| Jaar | Titel                          | Rol            | Extra  |
| ---- | ------------------------------ | -------------- | ------ |
| 2015 | Virtual Morality               | Holly          | 3 afl. |
| 2021 | Bunk'd                         | Melody Chapman | 1 afl. |
| 2021 | The Sex Lives of College Girls | Lindsay        | 1 afl. |